# 송곡초등학교 (충남)
송곡초등학교는 대한민국 충청남도 아산시에 있는 공립 초등학교이다.

## 학교 연혁
- 1948년 10월 13일: 송곡국민학교 개교
- 1962년 4월 1일: 예절 지도 연구 학교
- 1976년 3월 1일: 특별활동 연구 학교
- 1979년 5월 21일: 현 위치로 학교 이전
- 1981년 3월 1일: 병설유치원 개원
- 1990년 3월 1일: 컴퓨터 시범 학교
- 2004년 3월 1일: 국어과 교육과정 시범학교
- 2007년 3월 1일: 영어교육 시범학교
- 2009년 3월 1일: 교원능력평가 시범학교
- 2011년 3월 1일: 바른품성 시범 학교
- 2013년 3월 1일 ~ 2017년 2월 28일 스마트교육 연구학교
- 2018년 2월 9일: 제 69회 졸업(졸업생 5281명)
- 2018년 4월 1일: 13학급 편성(특수 1학급), 유치원 1학급

## 참고 자료
- 송곡초등학교 - 한국교육학술정보원 학교알리미